# 蒙得恩故居遗址
蒙得恩故居遗址是位于中国广西壮族自治区贵港市平南县大鹏镇大山村马玲屯的一座汉族民居，被认为太平天国赞王蒙得恩的旧屋故地。

## 历史
今平南县的大鹏镇为太平天国赞王蒙得恩、幼赞王蒙时雍的故乡。1975年，广西民族学院政治系太平天国调查组师生和平南县文化馆人员在平南县大朋公社发现蒙得恩五世祖父蒙道先、五世祖母韦氏墓碑。蒙道先墓碑位于花王水教化村后。同时，调查组师生和文化馆人员调查发现，距教化村三华里的马铃村有同治元年（1862年）蒙时雍家书（中国学界对该家书的真实性有争议）提及的“本村之张十五契公”的后代，如张明生是张十五的元孙。花王水一带的老人除称蒙得恩是马铃村人外，指“现在张某某的住屋是蒙得恩的旧屋地:45。”
1979年5月，在平南县朋化乡紫微村发现一张由蒙德扬（蒙时雍的七叔公）和侄子蒙上安、蒙上国（蒙时雍的二叔）出售鹏到水马岭村的先人房屋、土地给张俊智、张俊睿兄弟的契据。契据立于同治元年（1862年）十一月二十日。该契据被认为与同治元年的蒙时雍家书相互印证，证实了家书的真实性:94—95。张氏兄弟成为房屋主人后，在原房屋基础上将所有平房都改为楼房，结构依旧不变。
1982年，平南县文物管理所经与张氏兄弟的后代张文政协商同意，公布此房屋为平南县文物保护单位。张文政持续使用所有房屋，但不得改变房屋原貌。到2024年时，此处文物保护单位已隶属于大鹏镇人民政府，由大山村委会管理。

## 建筑
张氏兄弟改建后的房屋（蒙得恩故居遗址），为一座座西向东、干打垒的土瓦木结构的汉族农民住宅。房屋一座三间正屋，正屋两边出廊头，边接两旁廊屋，共有12间房屋。前有晒场，屋后有石基、竹林。房屋东边至勒竹为界，西边至屋后石基为界，北至屋地基为界。
建筑面积约250平方米，以宅基中心为点，前后左右80米为文物保护单位的保护范围。宅基中心为点，前后左右120米为文物保护单位的控制地带。